# Hürrem Sultan
Hürrem Sultan (osmansko حرّم سلطان, Ḫurrem Sulṭān, turško Hürrem Sultan), znana tudi kot Rokselana (ukrajinsko Роксолана, Roksolana) , je bila glavna in zakonita žena osmanskega sultana Sulejmana Veličastnega, * ok. 1504, † 15. april 1558. 
Bila je ena od najmočnejših in najvplivnejših žensk Osmanskega cesarstva in vidna osebnost obdobja, znanega kot ženski sultanat. 
Rojena je bila v Ruteniji na vzhodu tedanje Kraljevine Poljske, zdaj Rohatin v Ukrajini, očetu rusinskemu pravoslavnemu duhovniku. Med lovom na sužnje so jo ujeli Krimski Tatari in jo v Istanbulu prodali kot sužnjo.
Po vstopu v sultanov harem so jo preimenovali v Hürrem. Sčasoma je postala sultanova ljubljenka. Sultan je prelomil osmansko tradicijo in se z njo poročil, da je postala njegova zakonita žena. Sultani so se prej poročali le s tujimi svobodnimi plemiškimi gospemi. Bila je prva cesarska soproga, ki je prejela naziv Haseki sultan. Na osmanskem dvoru je ostala do svoje smrti, uživala v tesnem odnosu z možem in z njim imela šest otrok, vključno z bodočim sultanom Selimom II.
Hürrem je sčasoma dosegla oblast in vplivala na politiko Osmanskega cesarstva. Preko moža je igrala aktivno vlogo v državnih zadevah. Verjetno je delovala kot sultanova svetovalka, pisala diplomatska pisma poljskemu kralju Sigismundu II. Avgustu (vladal 1548–1572) in pokroviteljica velikih javnih del, vključno s kompleksom Haseki Sultan in kopališčem Hurrem Sultan. Umrla je leta 1558 v Istanbulu in bila pokopana v mavzoleju znotraj kompleksa mošeje Sulejmanije. 

## Imena
Njeno rojstno ime je bilo morda Aleksandra ali Anastazija Lisowska. Med Osmani je bila znana predvsem kot Haseki Hürrem Sultan ali Hürrem Haseki Sultan. Hürrem ali Hurrem (perzijsko خرم) v perzijščini pomeni "srečen". Ime Rokselana/Roksolana izhaja iz izraza Roksolane, ki so ga Osmani uporabljali za opis deklet iz Podolja in Galicije, ki so jih ujeli v lovu na sužnje. 

## Poreklo
Zapisi kažejo, da je Hürrem izvirala iz Rutenije, ki je bila takrat del poljske krone. Rojena je bila v mestu Rohatin 68 km jugovzhodno od Lvova (Lviv), glavnega mesta Rutenskega vojvodstva Krone kraljevine Poljske  v današnji Ukrajini. Po podatkih iz poznega 16. in zgodnjega 17. stoletja, kot je na primer poljski pesnik Samuel Twardowski (umrl 1661), ki je raziskoval njeno poreklo v Turčiji, naj bi se njen oče pisal Lisowski in je bil pravoslavni duhovnik rusinskega porekla. Njen materni jezik je bila rusinščina, predhodnica sodobne ukrajinščine.
Nekje med letoma 1512 in 1520 so jo med vladavino Selima I. na enem od svojih krimsko-nogajskih lovov na sužnje v vzhodni Evropi ugrabili Krimski Tatari. Ugrabljenko so verjetno najprej odpeljali v krimsko mesto Kaffa, glavno središče osmanske trgovine s sužnji, preden so jo odpeljali v Istanbul. Šejh Kutb al-Din al-Nahravali, verska osebnost iz Meke, ki je konec leta 1558 obiskal Istanbul, je v svojih spominih zapisal, da je bila Roksekana služabnica v gospodinjstvu Hançerli Hanzade Fatma Sultan, hčerke Şehzade Mahmuda, sina sultana Bajazida II., ki jo je podarila Sulejmanu, ko je bil še princ.
Rokselani je kasneje uspelo postati prva Haseki sultan osmanskega cesarskega harema. Michalo Lituanus je v 16. stoletju zapisal, da je "najljubša žena sedanjega turškega cesarja – mati njegovega prvega [sina], ki bo vladal za njim, ugrabljena iz naše dežele".
Evropski veleposlaniki tistega obdobja so jo imenovali la Rossa, la Rosa in Roxelana, se pravi "Rusinka", zaradi njenega domnevno rusinskega porekla. Hürrem je sultanova soproga z največ portreti, čeprav so portreti zgolj domišljijske upodobitve slikarjev.

## Odnos s Sulejmanom
Hürrem Sultan je v harem prišla verjetno okoli svojega šestnajstega leta. Natančen datum ni znan, Sulejmanova priležnica pa je postala približno takrat, ko je okoli leta 1520 postal sultan.
Njen vzpon od haremske sužnje do Sulejmanove zakonite žene je bil brez primere v osmanski zgodovinii in je pritegnil ljubosumje in nemilost ne samo njenih tekmic v haremu, ampak tudi preprostega ljudstva. Ob Mahidevran, znani tudi kot Gülbahar, je kmalu postala Sulejmanova najvidnejša žena in njuno razmerje je postalo monogamno. Natančni datumi rojstev njunih otrok so sporni, vendar obstaja akademsko soglasje, da so bili Şehzade Mehmed, Mihrimah Sultan, Selim II., Şehzade Abdulah in Şehzade Bajazid rojeni v naslednjih petih ali šestih letih.:130 Njun zadnji sin, Şehzade Džihangir, je bil grbav, njegovi štirje starejši in zdravi bratje pa so kljub temu zagotavljali svetlo prihodnost Osmanske dinastije.:131
Hürrem je smela roditi več kot enega sina, kar je bila očitna kršitev starega načela cesarskega harema "ena priležnica – en sin", ki je bilo zasnovano zato, da bi preprečilo tako materin vpliv na sultana kot nasledstvene spore med brati.  Hürremin prvi sin Mehmed, rojen okoli leta 1521, je umrl leta 1543, štirje še živi sinovi pa so uničili status Mahidevran kot matere sultanovega edinca.
Sulejmanova mati, Hafsa Sultan, je delno zatrla rivalstvo med ženama. Po poročilu Bernarda Navagera je zaradi ostrega rivalstva med njima izbruhnil boj, v katerem Mahidevran premagala Hürrem, kar je razjezilo Sulejmana.  Po mnenju turškega zgodovinarja Necdeta Sakaoğluja, te trditve niso bile resnične. Po smrti Sulejmanove matere Hafse Sultan leta 1534 se je Hürremin vpliv v palači povečal in prevzela je oblast v haremu. Postala je tudi edina Sulejmanova partnerica in prejela naziv Haseki, kar pomeni Najljubša. Ko jo je Sulejman osvobodil suženjstva in se z njo poročil ali malo pred tem, je postala Haseki sultan, kar je pomenilo, da je postala član Osmanske dinastije.
Okoli leta 1533  se je Sulejman poročil s Hürrem na veličastni uradni slovesnosti. Nobena sužnja pred njo ni bila povzdignjena na položaj sultanove zakonite žene, kar je osupnilo dvor in prebivalce Istanbula. Poročno slavje je bilo leta 1534.
Hürrem je postala prva soproga, ki je prejela naziv Haseki sultan. Naslov je pomenil status, višji od osmanskih princes. Sulejman s podelitvijo naslova ni samo prekršil starega običaja, ampak je začel novo tradicijo za bodoče osmanske sultane: poročati se na uradni slovesnosti in svojim soprogam omogočiti vpliv na dvoru, zlasti kar se tiče nasledstva. Hürremina plača je bila 2000 akč na dan, kar jo je uvrščalo med najbolje plačane Haseki sultan. Po poroki je začela krožiti misel, da je sultan omejil svojo avtonomijo in da nad njim dominira in ga nadzoruje njegova žena. V osmanski družbi so imele matere pomembno vlogo pri izobraževanju svojih sinov in pri usmerjanju njihove kariere.
Po smrti Sulejmanove matere Hafse Sultan leta 1534 je Hürrem postala Sulejmanov najbolj zaupanja vreden vir novic. V enem od svojih pisem Sulejmanu ga obvešča o stanju kuge v prestolnici. Napisala je: 
"Moj najdražji sultan! Če vprašaš o Istanbulu, mesto še vedno trpi zaradi kuge; vendar ni tako huda kot prejšnja. Če bo Bog dal, bo izginila takoj, ko se vrneš v mesto. Naši predniki so govorili, da kuga mine, ko drevesa jeseni odvržejo listje".
Kasneje je Hürrem postala prva ženska, ki je ostala na sultanovem dvoru do konca svojega življenja. V osmanski cesarski družinski tradiciji je lahko sultanova soproga ostala v haremu le do polnoletnosti njenega sina, se pravi približno 16 ali 17 let. Polnoletnega sina so nato poslali vladat oddaljeni provinci, mati pa mu je sledila. Ta tradicija se je imenovala Sancak Beyliği. Soproga se ni smela vrniti v Istanbul, razen če je njen sin nasledil prestol. Hürrem je v nasprotju s tem starim običajem ostala v haremu tudi potem, ko so njeni sinovi odšli vladat oddaljenim provincam cesarstva. 
Razen tega, da je ostala v Istanbulu, se je iz harema v Stari palači (Eski Saray), ki ga je uničil požar, za stalno preselila palačo Topkapı. Nekateri viri pravijo, da se v Topkapı ni preselila zaradi požara, temveč zaradi poroke s Sulejmanom. Kakorkoli že, njena selitev je bila še en pomemben prelom z ustaljenimi običaji, saj je sultan Mehmed Osvajalec izdal dekret, po katerem nobena ženska ni smela prebivati v stavbi, v kateri so se opravljajo vladni posli.:131 Palača v Topkapıju, kamor se je preselila, je postala znana kot Nova palača (Saray-ı jedid).
Ko je bil Sulejman odsoten, predvsem zaradi vojaških operacij, je Hürrem Sulejmanu napisala veliko ljubezenskih pesmi. V enem od svojih pisem je napisala: 
"Potem ko položim glavo na tla in poljubim zemljo, po kateri stopajo tvoje blagoslovljene noge, sonce in bogastvo mojega naroda, moj sultan, če vprašaš po meni, tvoji služabnici, ki se je vnela od gorečnosti, ki te pogrešam, sem kot tisti, čigar jetra (v tem primeru pomeni srce) so bila uničena; čigar oči so polne solz, da ne morejo več razlikovati med nočjo in dnevom; [sem kot tisti]  ki je padel v morje hrepenenja, obupan, jezen od tvoje ljubezni. V hujšem položaju sem kot Ferhat in Majnun, strastna ljubezen tvoja, tvoja sužnja, ki gori, ker je bila ločena od tebe. Kot slavček, katerega vzdihi in kriki na pomoč ne ponehajo, v takem stanju sem zaradi tvoje odsotnosti. Molila bi k Alahu, da takšne bolečine ne prizadenejo niti vaših sovražnikov. Moj dragi sultan! Ker je minil mesec in pol, odkar sem te nazadnje slišala, Alah ve, da sem noč in dan jokala in čakala, da se vrneš domov. Medtem ko sem jokala, ne da bi vedela, kaj naj storim, mi je eden in edini Alah dovolil, da od tebe prejmem dobre novice. Ko sem slišal novico, Alah ve, sem spet oživela, ker sem umrla, medtem ko sem te čakala."
Sultan Sulejman je pod svojim vzdevkom Muhibi napisal naslednjo pesem za Hürrem Sultan: 
Prestol moje samotne niše, moje bogastvo, moja ljubezen, moja mesečina.
Moj najiskrenejši prijatelj, moj zaupnik, moj obstoj, moj sultan, moja ena in edina ljubezen.
Najlepša med lepimi...
Moja pomlad, moja vesela ljubezen, moj dan, moja ljubica, smejoči list ...
Moje rastline, moja sladkost, moja vrtnica, edina, ki me ne stiska na tem svetu ...
Moj Istanbul, moj Karaman, zemlja moje Anatolije
Moj Badakšan, moj Bagdad in Horasan
Moja žena lepih las, moja ljubezen poševnih obrvi, moja ljubezen oči, polnih nagajivosti :...
Vedno ti bom pel hvalnice!

Jaz, ljubimec trpečega srca, Muhibbi, z očmi, polnini solz, sem srečen.

## Državne zadeve
Hürrem Sultan je bila prva ženska v osmanski zgodovini, ki se je ukvarjala z državnimi zadevami. Zahvaljujoč svoji inteligenci je delovala kot Sulejmanova glavna svetovalka za državne zadeve in zdi se, da je imela vpliv tudi na zunanjo in mednarodno politiko. Pogosto ga je spremljala kot politična svetovalka, na dokumente odtisnila svoj pečat in opazovala seje sveta skozi zamreženo okno. S temi svojimi revolucionarnimi dejanji je začela obdobje v Osmanskem cesarstvu, imenovano vladavina žensk. Hürremin vpliv na Sulejmana je bil tako velik, da so po dvoru krožile govorice, da je bil sultan začaran. Zaradi vsega tega je postala kontroverzna osebnost in predmet obtožb, da je spletkarila in manipulirala s svojimi političnimi tekmeci. 

### Kontroverzna osebnost
Hürrem je bila kontroverzna osebnost zlasti zaradi njenega rivalstva z Mahidevran in njenim sinom Şehzade Mustafo ter velikima vezirjema Pargalı Ibrahim Pašo in Kara Ahmed Pašo. 
Hürrem in Mahidevran sta rodili šest Sulejmanovih osmanskih princev: Mustafo, Mehmeda, Selima, Abdulaha  (umrl pri treh letih), Bajazida in Džihangirja. Najstarejši je bil Mahidevranin sin Mustafa in zato v vrstnem redu za nasledstvo pred Hürreminimi otroki. Po tradiciji je novi sultan, ko je prišel na oblast, ukazal ubiti vse svoje brate, da bi preprečil boj za oblast. Ta praksa se je imenovala kardeş katliamı, dobesedno "pokol bratov".
Mustafo je podpiral Ibrahim paša, ki je leta 1523 postal Sulejmanov veliki vezir. Hürrem je bila običajno vsaj delno odgovorna za spletke pri imenovanju naslednikov.:132 Čeprav je bila Sulejmanova žena, ni imela uradne javne vloge, vendar ji to ni preprečilo močnega političnega vpliva. Ker v cesarstvu do vladavine Ahmeda I. (1603–1617) ni bilo nobenih uradnih pravil za imenovanje sultanovega naslednika, je nasledstvo običajno vključevalo smrt konkurenčnih princev, da bi se preprečili državljanski nemiri in upori. V poskusu, da bi se izognila usmrtitvi svojih sinov, je Hürrem uporabila svoj vpliv, da bi odstranila tiste, ki so podpirali Mustafov pristop na prestol.
Ibrahim Paša, izkušen poveljnik Sulejmanove vojske, je sčasoma padel v nemilost po nepremišljenosti, storjeni med pohodom proti perzijskemu safavidskemu imperiju med osmansko-safavidsko vojno (1532–1555), ko si je podelil naziv, ki je vključeval besedo "sultan". Drug konflikt se je zgodil, ko sta se Ibrahim Paša in njegov nekdanji mentor, İskender Çelebi, med safavidsko vojno večkrat spopadla glede vojaškega vodstva in položajev. Ti incidenti so sprožili niz dogodkov, ki so dosegli vrhunec z Ibrahimovo usmrtitvijo leta 1536 po Sulejmanovem ukazu. Domneva se, da je k Sulejmanovi odločitvi veliko prispeval Hürremin vpliv. Po treh velikih vezirjih v osmih letih vladanja je Sulejman za velikega vezirja imenoval Damat Rüstem Pašo, moža svoje hčerke Mihrimah. Zgodovinarji so se spraševali, ali je ravno Hürremino zavezništvo z Mihrimah Sultan in Rüstem Pašo pomagalo zagotoviti prestol enemu od Hürreminih sinov.:132
Mnogo let pozneje, proti koncu Sulejmanove dolge vladavine, je postalo očitno rivalstvo med njegovimi sinovi. Mustafa je bil obtožen povzročanja nemirov in Sulejman ga je med pohodom proti Safavidski Perziji leta 1553 zaradi strahu pred uporom ukazal usmrtiti. Uradno je bil usmrčen zaradi obtožb, da namerava vreči očeta s prestola. Njegova krivda za veleizdajo, za katero je bil obtožen, ostaja nedokazana. Govorilo se je tudi, da se je Hürrem Sultan zarotila proti Mustafi s pomočjo svoje hčere in zeta Rustem Paše. Mustafo so uspeli prikazati kot izdajalca, ki se je na skrivaj dogovarjal z iranskim šahom. Po smrti Mustafe je Mahidevran izgubila svoj status matere prestolonaslednika in se je morala preseliti v Burso. Zadnjih let ni živela v revščini, saj ji je Hürremin sin Selim II., novi sultan od leta 1566, dal izdatno preživnino. Njena rehabilitacija je bila mogoča šele po Hürremini smrti leta 1558.  Hürremin najmlajši otrok Džihangir naj bi umrl od žalosti nekaj mesecev po umoru svojega polbrata.
Čeprav so zgodbe o Hürremini vlogi pri usmrtitvah Ibrahima, Mustafe in Kara Ahmeda zelo priljubljene, nobena od njih ne temelji na izvirnih podatkih. Zgodbe temeljijo na komentarjih osmanskih zgodovinarjev iz 16. in 17. stoletja ter evropskih diplomatov, opazovalcev in popotnikov in so zelo izpeljane in špekulativne. Ker nobenemu od teh ljudi, tako Osmanom kot tujim opazovalcem, ni bil dovoljen v notranji krog cesarskega harema, obdanega z več obtidji, so se vsi v veliki meri zanašali na pričevanja služabnikov ali dvorjanov ali na ljudske trače, ki so krožile po Istanbulu.
Tudi poročila beneških veleposlanikov na Sulejmanovem dvoru, ki so najobsežnejši in najobjektivnejši zahodni primarni vir podatkov o Hürrem, so bila pogosto polna avtorjevih lastnih interpretacij govoric o haremu. Drugi viri podatkov o Hürrem iz 16. stoletja, ki danes veljajo za verodostojne, med njimi Turcicae epistolae (Turška pisma) Ogierja de Busbecqa, odposlanca cesarja Svetega rimskega cesarstva Ferdinanda I. v Porti med letoma 1554 in 1562, poročilo o umoru Şehzade Mustafe Nicholasa de Moffana, zgodovinske kronike o Turčiji Paola Giovia in potopisna pripoved Luidgia Bassana – izhajajo iz govoric.

### Zunanja politika
Hürrem je delovala kot Sulejmanova svetovalka v državnih zadevah in zdi se, da je imela vpliv tudi na zunanjo in mednarodno politiko. Dve njeni pismi poljskemu kralju Sigismundu II. Avgustu (vladal 1548–1572) sta ohranjeni. V njenem času je imelo Osmansko cesarstvo na splošno miroljubne odnose s poljsko državo v okviru poljsko-osmanskega zavezništva. 
Hürrem v svojem prvem kratkem pismu Sigismundu II. izraža svoje največje veselje in čestita novemu kralju ob njegovem vzponu na poljski prestol po smrti njegovega očeta Sigismunda I. leta 1548. Na hrbtni strani pisma je njen pečat. Bila je prva in edina ženska v Osmanskem cesarstvu, ki se je dopisovala s kakšnim vladarjem. Hürremina naslednica Nurbanu Sultan in njena naslednica Safije Sultan sta si tudi dopisovali, vendar s kraljicami. 
V svojem drugem pismu Sigismundu Avgustu, ki ga je napisala kot odgovor na njegovo pismo, Hürrem v superlativih izraža svoje veselje, ker je kralj pri dobrem zdravju in prijateljsko razpoložen do sultana Sulejmana Veličastnega. Skupaj s pismom je Sigismundu II. poslala dvoje lanenih srajc in hlač, nekaj pasov, šest robčkov in brisačo z obljubo, da mu bo v prihodnosti poslala posebno platneno obleko. 
Obstajajo razlogi za domnevo, da sta bili ti dve pismi več kot le diplomatski gesti in da Sulejmanovo sklicevanje na bratska ali očetovska čustva ni bilo le poklon politični primernosti. Pisma nakazujejo tudi Hürremino močno željo po vzpostavitvi osebnega stika s kraljem. Sulejman je v svojem pismu Sigismundu II. leta 1551 o veleposlanstvu Piotra Opalińskega zapisal, da je veleposlanik videl "vašo sestro in mojo ženo". Ne glede na to, ali se je ta stavek nanašal na toplo prijateljstvo med poljskim kraljem in osmansko Haseki sultan ali pa kaže le na tesnejši odnos, stopnja njune intimnosti vsekakor kaže na posebno vez med državama v tistem času.
Nekaj njenih vezenin ali vsaj takih, ki so bile izvezene pod njenim nadzorom, se je ohranilo. Med njimi so na primer tiste, ki jih je leta 1547 podarila iranskemu šahu Tahmaspu I. in leta 1549 poljskemu kralju Sigismundu II. Avgustu. Njena tajnica in posrednica je bila večkrat Ester Handali.

## Dobrodelne ustanove
Razen s politiko se je Hürrem ukvarjala z gradnjo več velikih javnih zgradb od Meke do Jeruzalema in se pri tem morda zgledovala po Zubaidi, ženi kalifa Haruna al-Rašida. Med njenimi prvimi gradnjami so bile mošeja, dve koranski šoli (medresa), vodnjak in ženska bolnišnica blizu trga za sužnje (Avret Pazary) v Istanbulu (kompleks Haseki Sultan). To je bil prvi kompleks, ki ga je v Istanbulu zgradil Mimar Sinan na svojem novem položaju glavnega cesarskega arhitekta.
Mošejske komplekse je zgradila tudi v Odrinu (Edirne) in Ankari. Naročila je gradnjo javnega kopališča z njenim imenom v Istanbulu, ki naj bi služilo skupnosti vernikov v bližnji Hagiji Sofiji.
V Jeruzalemu je leta 1552 ustanovila Haseki Sultan Imaret, javno ljudsko kuhinjo za revne, ki naj bi dvakrat na dan nahranila vsaj 500 ljudi. Javno ljudsko kuhinjo je zgradila tudi v Meki.
Kot njena tajnica in posrednica je večkrat delovala neka Kira, katere identiteta je negotova in je bila morda Strongila.

## Smrt
Hürrem je umrla 15. aprila 1558 zaradi neznane bolezni. V zadnjih letih svojega življenja je bila zelo slabega zdravja. Pravijo, da je sultan, da ne bi motil miru svoje žene med njeno boleznijo, ukazal zažgati vsa glasbila v palači. Ob Hurremini postelji je bil do zadnjega dne, ko je umrla. Z gotovostjo se lahko trdi, da jo je Sulejman močno ljubil, kar je razvidno iz poslovilnih posvetil, ki jih je sultan napisal Hürrem po njeni smrti. Posvetila so se ohranila. Pokopana je bila v kupolastem mavzoleju (turbe), okrašenem z izvrstnimi izniškimi ploščicami, ki prikazujejo rajski vrt, morda v poklon njeni nasmejani in veseli naravi. Njen mavzolej stoji ob Sulejmanovem na dvorišču mošeje Sulejmanije.

## Osebnost
Hürremini sodobniki jo opisujejo kot žensko, ki je bila presenetljivo lepa in drugačna od vseh drugih zaradi svojih rdečih las. Bila je inteligentna in prijetna oseba. Njena ljubezen do poezije velja za enega od razlogov, da ji je bil Sulejman, velik občudovalec poezije, tako zelo naklonjen. 
Znano je, da je bila zelo radodarna do revnih. Zgradila je številne mošeje, medrese, hamame in počivališča za romarje, ki so potovali v islamsko sveto mesto Meka. Njeno največje človekoljubno delo je bil veliki vakuf Al Quds, velika ljudska kuhinja v Jeruzalemu, ki je hranila revne.
Menijo, da je bila zvita, manipulativna in kamnitega srca, ki je usmrtila vsakogar, ki ji je stal na poti, kar je bilo v nasprotju z njeno človekoljubnostjo in skrbjo za revne. Ugledni ukrajinski pisatelj Pavlo Zahrebelni opisuje Hürrem kot "inteligentno, prijazno, razumevajočo, odprto, odkritosrčno, nadarjeno, velikodušno, čustveno in hvaležno žensko, ki ji je bilo bolj mar za dušo kot za telo, ki je ni zanesel denar in je bila najgnjena k znanosti in umetnosti. Skratka, popolna ženska".

## Zapuščina
Hürrem je dobro znana tako v sodobni Turčiji kot na Zahodu in je predmet številnih umetniških del. Leta 1561, tri leta po njeni smrti, je francoski avtor Gabriel Bounin napisal tragedijo z naslovom La Soltane  (Sultanija). S to tragedijo so bili Osmani prvič predstavljeni na francoskem odru. Hürrem je bila navdih za slike, glasbena dela, vključno s Simfonijo št. 63 Josepha Haydna, opero Denysa Sichynskega, balet, igre in več romanov, napisanih predvsem v ruščini in ukrajinščini, pa tudi v angleščini, francoščini, nemščini in poljščini. 
V zgodnji moderni Španiji se pojavlja ali omenja v delih Queveda in drugih pisateljev ter v številnih igrah Lopeja de Vega. V predstavi z naslovom Sveta liga se Tizian pojavi na odru v beneškem senatu in izjavi, da je pravkar prišel z obiska sultana, in pokaže svojo sliko sultanije Rosse ali Rokselane.
Leta 2007 so muslimani v Mariupolu, pristaniškem mestu v Ukrajini, odprli mošejo v čast Rokselani.
V televizijski miniseriji Hürrem Sultan iz leta 2003 jo je igrala turška igralka in pevka Gülben Ergen. V televizijski seriji Muhteşem Yüzyıl iz let 2011–2014 je Hürrem Sultan od prve do tretje sezone upodablja turško-nemška igralka Meryem Uzerli. V zadnji sezoni serije jo je upodobila turška igralka Vahide Perçin. V filmu Tri tisoč let hrepenenja iz leta 2022 Hürrem upodablja Megan Gale. 
Leta 2019 je bila na zahtevo ukrajinskega veleposlaništva v Turčiji omemba ruskega porekla Hürrem odstranjena s plošče za obiskovalce blizu njene grobnice v mošeji Sulejmaniji v Istanbulu.

## Upodobitve
Čeprav je bil moškim evropskim umetnikom prepovedan dostop do Hürrem v haremu, obstaja veliko renesančnih slik slavne sultanije. Strokovnjaki se zato strinjajo, da so upodobitve osmanskih žensk večinoma izmišljene. Umetniki Tizian, Melchior Lorich in Sebald Beham so vplivali na vizualne predstavitve Hürrem. Slike glavne sultanove soproge so poudarjale njeno lepoto in bogastvo. Skoraj vedno je upodobljena z dovršenimi pokrivali. 
Beneški slikar Tizian naj bi naslikal Hürrem leta 1550. Čeprav ni nikoli obiskal Istanbula, si je njen videz bodisi predstavljal bodisi imel pred seboj njeno skico. V pismu španskemu Filipu II. slikar trdi, da mu je leta 1552 poslal kopijo slike te "perzijske kraljice". Tizianova slika Hürrem je zelo podobna njegovemu portretu njene hčerke, Mihrimah Sultan.

## Otroci
S Sulejmanom je imela pet sinov in hčerko. 
- Şehzade Mehmed (1521, Stara palača, Istanbul – 7. november 1543, Palača Manisa, Manisa, pokopan v mošeji Şehzade (Mošeja princev), Istanbul). Hürremin prvorojenec. Postal je sandžak-beg Manise in od leta 1541 do svoje smrti domnevni prestolonaslednik.
- Mihrimah Sultan (1522, Stara palača, Istanbul – 25. januar 1578, pokopana v mavzoleju Sulejmana I., mošeja Sulejmanija). Hürremova edina hči. 26. novembra 1539 de je poročila z Rustem Pašo, kasnejšim osmanskim velikim vezirjem, in imela hčerko in vsaj enega sina.
- Selim II. (30. maj 1524, Stara palača, Istanbul – 15. december 1574, palača Topkapı, Istanbul, pokopan v mavzoleju Selima II., mošeja Hagija Sofija). Po Mehmedovi smrti je bil sandžak-beg Manise in kasneje guverner Konye in Karamana. Sulejmanov edini sin, ki je preživel očeta in se 7. septembra 1566 povzpel na prestol kot Selim II.
- Şehzade Abdulah (ok. 1525, Stara palača, Istanbul – ok. 1528, Stara palača, Istanbul, pokopan v mošeji Yavuz Selim).[46][47] Umrl v zgodnjem otroštvu.
- Şehzade Bajazid (1527, Stara palača, Istanbul – 25. september 1561, Qazvin, Safavidsko cesarstvo, pokopan v Melik-i Acem Türbe, Sivas). Bil je guverner Kütahye in kasneje Amasye. Uprl se je svojemu očetu in ga nameraval strmoglaviti, zato so ga skupaj s sinovi usmrtili.[47]
- Şehzade Džihangir r1531, Stara palača, Istanbul – 27. november 1553, Alep, pokopan v mošeji Şehzade, Istanbul). Rodil se je grbav in bil slabega zdravja. Ocenili so ga za neprimernega kandidata za očetovega naslednika in mu niso dodelili v upravljanje nobenega sandžaka. Iz istega razloga ni smel imeti niti priležnic niti otrok.

## Galerija
- Portret Hürrem Sultan iz 18. stoletje, zdaj razstavljen v palači Topkapı
- Portret Hürrem v Britanski kraljevi zbirki, naslikan okoli 1600-1670,
- Hürrem Sultan, slika enega od Tizianovih učencev, 16. stoletje
- Hürrem in Sulejman, delo nemškega baročnega slikarja Antona Hickela (1780)
- Gravura Johanna Theodora de Bryja (1596)
- Hürrem Sultan, olje na lesu (16. stoletje)
- Ukrajinska poštna znamka s podobo Hürrem Sultan, izdana leta 1997
- Serlevha, ilustrirana prva stran darovnice, ki se nanaša na arhitekturni kompleks, ki ga je naročila Hürrem Sultan v okrožju Aksaray v Istanbulu leta 1540; Muzej turške in islamske umetnosti, Istanbul
- Spominska plošča na javnem Kopališču Hürrem Sultan v bližini Hagije Sofije, zgrajenem leta 1556